# Capenariana schroederi
Capenariana schroederi är en insektsart som först beskrevs av Schmidt 1906.  Capenariana schroederi ingår i släktet Capenariana och familjen lyktstritar. Inga underarter finns listade i Catalogue of Life.